# 경주민속공예촌
경주민속공예촌(慶州民俗工藝村)은 대한민국 경상북도 경주시에 위치한 민속 마을이다.